# りんくうポート南
りんくうポート南（りんくうポートみなみ）は、大阪府泉南郡田尻町の町名。

## 地理
田尻町北部沿岸部に位置する。北はりんくうポート北、南は吉見、西は泉南市岡田に隣接する。

## 歴史
1991年（平成3年）5月1日、埋立地より「りんくうポート南」成立。
もともと工業団地として住宅のない地区であったが、2013年に大阪府警察学校が移転して生徒寮が設けられたため、現在は住民が居る。

## 世帯数と人口
2020年（令和2年）5月1日現在（泉南郡発表）の世帯数と人口は以下の通りである。
| 町丁             | 世帯数  | 人口  |
| ---------------- | ------- | ----- |
| りんくうポート南 | 565世帯 | 565人 |

## 事業所
2016年（平成28年）現在の経済センサス調査による事業所数と従業員数は以下の通りである。
| 町丁             | 事業所数 | 従業員数 |
| ---------------- | -------- | -------- |
| りんくうポート南 | 4事業所  | 194人    |

## 交通
- 大阪府道63号泉佐野岩出線 - 田尻スカイブリッジを介してりんくうポート北と繋がっている。

## 施設
- りんくう公園
- 吉見北緑地
- 吉見ポンプ場
- 東拓工業関西りんくう工場
- 大阪府警察学校 - 2013年3月に交野市から移転。

## その他

### 日本郵便
- 郵便番号 : 598-0094[3]（集配局：泉佐野郵便局[8]）。